# Гасано (Маса-Карара)
Гасано је насеље у Италији у округу Маса-Карара, региону Тоскана.
Према процени из 2011. у насељу је живело 442 становника. Насеље се налази на надморској висини од 148 м.